# Steve Rexe
Steve Rexe  (né le 26 février 1947 à Peterborough en Ontario au Canada — mort le 12 novembre 2013 à Belleville en Ontario au Canada) est un joueur professionnel de hockey sur glace. Il évoluait en tant que gardien de but.

## Biographie
Rexe commence sa carrière dans l’Association de hockey de l’Ontario, aujourd’hui Ligue de hockey de l'Ontario, en 1963. Il joue alors pour l’équipe de sa ville natale, les Petes de Peterborough. Il évolue pour l'équipe senior de Belleville quand il participe en 1967 au repêchage amateur de la Ligue nationale de hockey. Il est le tout premier joueur choisi par les Penguins de Pittsburgh, nouvelle franchise de la LNH. Il est choisi au total en tant que deuxième joueur derrière, Rick Pagnutti sélectionné par les Kings de Los Angeles.
Il ne rejoint pas pour autant la LNH et à la place, il joue pour l'équipe du Canada lors de matchs internationaux en 1968-1969. Rexe joue également pour différentes équipes de l'AHO senior entre 1968 et 1972 : les Nationals d'Ottawa, les Mohawks de Belleville et enfin les Quintes, une autre équipe de Belleville. En 1972-1973, il joue dans l'EHL pour les Generals de Greensboro puis il monte encore une fois d'un cran dans le monde du hockey en rejoignant les rangs de la Ligue américaine de hockey en signant pour les Kings de Springfield pour la saison 1973-1974. Gardien numéro un de son équipe, il ne peut pas empêcher son équipe de finir à la dernière place du classement de la division Nord.
Rexe est un des quatre gardiens de son équipe au cours de la saison suivante ; Rick Charron et lui se partagent le plus gros temps de jeu puisqu'ils jouent 42 et 41 matchs respectivement. Quatrième équipe de la division, les Kings, qui deviennent les Indians en cours de saison, sont tout de même qualifiés pour les séries éliminatoires de la Coupe Calder. Ils parviennent tour à tour à éliminer les Reds de Providence et les Americans de Rochester pour jouer la finale de la coupe Calder contre les Nighthawks de New Haven. Les Indians remportent la finale et la Coupe Calder ; même si Rexe est officiellement membre de l'équipe championne, il ne joue qu'un seul match des séries, Charron étant titularisé.
Il quitte la LAH à la suite de cette conquête et passe la saison d'après avec les Comets de Napanee dans l'AHO senior. En 1976-1977, il joue sa dernière saison en tant que professionnel, partageant son temps entre l'AHO, avec les Lancers de Lindsay, et la North American Hockey League, avec les Dusters de Broome County. En 1984-1985, il occupe pendant un an le poste d’entraîneur des Lawmen de Whitby de l’Ontario Junior A Hockey League.
Il décède le 12 novembre 2013 à Belleville

## Statistiques
| Saison    | Équipe                   | Ligue   |    | PJ | V  | D | Pr/N | Min | BC   | Moy  | % Arr | Bl | Pun | A |
| 1963-1964 | Petes de Peterborough    | AHO     | 1  |    |    |   |      | 6   | 6    |      | 0     | 0  | 0   |   |
| 1968-1969 | Équipe du Canada         | Intl.   |    |    |    |   |      |     |      |      |       |    |     |   |
| 1968-1969 | Nationals de Ottawa      | AHO Sr. | 9  |    |    |   |      | 19  | 2,37 |      | 1     | 0  | 0   |   |
| 1969-1970 | Mohawks de Belleville    | AHO Sr. | 36 |    |    |   |      |     |      |      |       | 0  | 0   |   |
| 1971-1972 | Quintes de Belleville    | AHO Sr. | 38 |    |    |   |      |     |      |      |       | 0  | 0   |   |
| 1972-1973 | Generals de Greensboro   | EHL     | 47 |    |    |   |      |     |      |      |       | 8  | 1   |   |
| 1973-1974 | Kings de Springfield     | LAH     | 53 |    |    |   |      |     |      |      |       | 0  | 1   |   |
| 1974-1975 | Indians de Springfield   | LAH     | 41 | 16 | 13 | 6 | 2159 | 124 | 3,44 | 88,3 | 0     | 6  | 0   |   |
| 1975-1976 | Comets de Napanee        | AHO Sr. | 42 |    |    |   |      |     |      |      |       | 16 | 4   |   |
| 1976-1977 | Dusters de Broome County | NAHL    | 6  | 1  | 4  | 0 | 254  | 23  | 5,4  | 86,2 | 0     | 0  | 0   |   |
| 1976-1977 | Lancers de Lindsay       | AHO Sr. | 33 |    |    |   |      |     |      |      |       | 6  | 5   |   |